# Augusto Righi

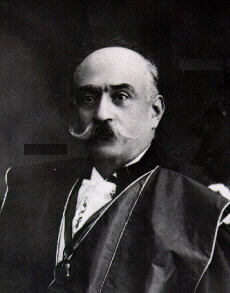
Augusto Righi

Augusto Righi (Bologna, 27 augustus 1850 – aldaar, 8 juni 1920) was een Italiaans natuurkundige. Hij speelde een belangrijke rol in de ontwikkeling van elektromagnetisme en beïnvloedde – indirect – de ontwikkeling van draadloze telegrafie.

## Levensloop
Righi promoveerde in 1872 aan de universiteit van Bologna op een natuurkundige verhandeling. Hij was docent natuurkunde van 1873 tot 1880 aan de Technische School van Bologna, van 1880 tot 1885 aan de universiteit van Palermo, van 1885 tot 1889 professor aan de universiteit van Padua en keerde vervolgens terug naar de universiteit van Bologna. Hier verkreeg hij de leerstoel van natuurkunde aan de wetenschappelijke faculteit toegewezen. Tot aan zijn dood gaf hij les in Bologna en publiceerde meer dan 250 wetenschappelijke documenten.

## Carrière
Nieuwsgierig geworden door de bevindingen van de Duitse natuurkundige Heinrich Hertz onderzocht ook Righi elektromagnetische golven en ging hij de experimenten van Hertz herhalen. Zijn onderzoek ging uit naar de ware aard van elektromagnetische golven, en dan vooral naar de optische eigenschappen ervan: refractie, reflectie en interferentie.
Hij ontdekte dat hoe kleiner de diameter van de bollen van zijn oscillator, hoe korter de golflengte werd. Hij voerde mechanische verbeteringen door op de Hertz-oscillator – zoals het plaatsen van de vonkbrug in een vaseline-achtige olie – zodat de golven constanter en stabieler werden. Met deze Righi-bolontlader wist hij golven van slechts 25 mm te produceren tegenover de golven van 30 cm van Hertz.
Hij publiceerde zijn resultaten in de verhandeling Optice Elettrica (1897). Hierin bevestigde hij de theorie van James Clerk Maxwell dat licht elektromagnetische golven zijn. Hij breidde het begrip van interferentie verschijnselen van elektromagnetische golven uit en ontdekte in 1887 het thermomagnetische Righi-Leduc-effect. Gelijktijdig met Wilhelm Hallwachs ontdekt hij de elektronenemissie bij elektrisch licht.
Reeds in 1880 had Righi het bestaan ontdekt van 'magnetische hysteresis' in ijzer, een effect wat later gebruikt zou worden bij de detectie van elektromagnetische golven door Marconi. Hoewel Righi dit verschijnsel als eerste had beschreven, wordt de ontdekking toegeschreven aan professor Emil Warburg van de universiteit van Freiburg die hetzelfde effect een paar maanden later, in 1881, ook ontdekt.

## Marconi
Toen Guglielmo Marconi, de latere uitvinder van de draadloze radio, niet werd toegelaten tot de universiteit van Bologna gaf Righi hem toestemming voor het bijwonen van zijn lezingen. Verder mocht Marconi gebruikmaken van universiteitsbibliotheek en kon hij werken in Righi's persoonlijke laboratorium. Sommige van zijn eerste experimenten deed Marconi hier. Hoewel Righi's bijdrage aan draadloze telegrafie niet erg groot was, was zijn invloed – vooral op de jonge Marconi – zeer belangrijk voor de vroegste ontwikkeling ervan.

## Prijzen en erkenningen
Righi was lid van verscheidene nationale wetenschappelijke genootschappen, waaronder de prestigieuze Accademia dei Lincei. In 1882 ontving hij de Matteucci Medal en in 1905 de Hughes Medal van de Royal Society of London waarvan hij in 1907 als Foreign Member werd aangenomen.